# یووارد ادیشن (ایلینوی)
یووارد ادیشن (به انگلیسی: Yeoward Addition) یک منطقهٔ مسکونی در ایالات متحده آمریکا است که در شهرستان وایتساید، ایلینوی واقع شده‌است. یووارد ادیشن ۱۹۵٫۹۹ متر بالاتر از سطح دریا واقع شده‌است.